# Simoxenops ucayalae
Simoxenops ucayalae là một loài chim trong họ Furnariidae.
Loài chim này được tìm thấy ở lưu vực phía tây Amazon của Bolivia, Brazil và Peru.
Môi trường sống tự nhiên của chúng là rừng nhiệt đới ẩm nhiệt đới hoặc cận nhiệt đới. Chúng bị đe dọa do mất môi trường sống.